# Golfpark De Berendonck
Golfpark De Berendonck is een golfbaan in Wijchen, oorspronkelijk onderdeel van BurgGolf. Op 1 november 2024 werd BurgGolf overgenomen door de Hollandsche Golfbaan Exploitatie Maatschappij. De eerste 9 holes werden geopend in 1986, de tweede 9 holes volgden in 1991. In 2000 is de non-qualifying 9 holes PAR-3 baan geopend.
De baan ligt in het recreatiegebied Berendonck in Wijchen en is het ontwerp van golfbaanarchitect Joan Dudok van Heel. De baan wordt aan drie kanten begrensd door een meer en zeven holes liggen op een schiereiland. De overige holes hebben meer een parklandschap.

## FortaRock
Een van de toernooien die voor de leden van PGA Holland wordt georganiseerd is het FortaRock golftoernooi.

#### Winnaars
- 2006: Ruben Wechgelaer met 134 (-8)
- 2007: Hiddo Uhlenbeck met 138 (-4)
- 2008: Joost Steenkamer met 135 (-7)
- 2009: John Boerdonk met 142 (par)
- 2010: Allan McLean met 142 (-2)